# Transbordeur (revue)
Pour les articles homonymes, voir Transbordeur.
Transbordeur est une revue scientifique à comité de lecture consacrée à l'histoire de la photographie. Publiée par les Éditions Macula, elle a pour objectif de «penser [la] pénétration de la photographie dans les diverses activités humaines».
Transbordeur comprend des travaux dans les domaines de l'histoire de la photographie, de l'art, des médias, de l'architecture et des sciences sociales,,,,,.

## Comité de rédaction
Estelle Blaschke, Max Bonhomme, Claire-Lise Debluë, Brenda Lynn Edgar, Christian Joschke, Olivier Lugon, Estelle Sohier, Anne-Katrin Weber.

## Comité scientifique
Elspeth H. Brown, Costanza Caraffa, Catherine E. Clark, Georges Didi-Huberman, Elizabeth Edwards, Peter Geimer, Thierry Gervais, Romy Golan, André Gunthert, Claus Gunti, Michel Poivert, Joan M. Schwartz, Vanessa R. Schwartz, Bernd Stiegler, Kelley Wilder, Andrés Mario Zervigón.